# Gustav Gerlich
Carl Gustav Adolph Eduard Gerlich (* 6. Juni 1810 auf Gut Neu Placht, heute Ortsteil von Templin, Landkreis Uckermark, Brandenburg; † 3. November 1888 auf Gut Bankau, Landkreis Schwetz, Westpreußen) war ein preußischer Politiker.

## Leben
Der Sohn des Carl Samuel Gottlieb Gerlich (1777–1840) und der Elisabeth Friederike Magdalena Rackow (1789–1870) empfing am 29. Juli 1810 seine Taufe.
Er erwarb das Rittergut Bankau in Westpreußen, das noch einige Generationen in Familienbesitz blieb.
1848 gehörte er dem Vorparlament an. Gerlich war als Abgeordneter des Wahlkreises Regierungsbezirk Marienwerder 5 (Schwetz) von 1871 bis 1874 Mitglied des Reichstags. Am 22. April 1874 wurde Gerlich für sechs Jahre zum Amtsvorsteher des Amtsbezirks Bankau ernannt.
Im Jahr 1886 wurde ihm die Ehrenbürgerwürde der Stadt Bad Kissingen verliehen – wahrscheinlich in Anerkennung regelmäßiger und zahlreicher Kuraufenthalte sowie wegen Geldspenden.
Gerlich heiratete am 14. Juni 1836 auf Gut Neu Placht Auguste Friederike Turcke (* 13. November 1820 auf Gut Alt Placht, Brandenburg; † 16. Januar 1889 auf Gut Bankau), die Tochter des Johann Gottlieb Wilhelm Turcke (1796–1874) und der Louise Friederike Caroline Elsner (1800–1835). Aus dieser Ehe entstammten acht Kinder, vier Söhne und vier Töchter.
Darunter war auch der spätere Reichstagsabgeordnete Hermann von Gerlich.